# Síndrome d'Estocolm
La síndrome d'Estocolm és una teoria de la psicologia que s'ha proposat per explicar per què un ostatge o víctima d'una relació d'abús desenvolupa una relació de complicitat amb el seu segrestador. Se suposa que és el resultat d'un conjunt de circumstàncies força concretes. Per tant, és difícil trobar un nombre suficient de persones que pateixen la síndrome d'Estocolm per dur a terme estudis amb qualsevol tipus de validesa o mida de mostra útil. Això fa que sigui difícil determinar les tendències en el desenvolupament i els efectes de la malaltia, i de fet es tracta d'ús trastorn en disputa en cercles mèdics degut a que no existeix consens sobre la seva existència.
També s'aplica en alguns casos de violència domèstica o d'assetjament de menors on l'agressor exerceix un domini de poder sobre la víctima, qui acaba presentant símptomes de submissió, dependència i aparent lleialtat cap a l'agressor. A vegades, els ostatges poden acabar ajudant els captors a aconseguir els seus fins o bé a evadir la policia.
La possible síndrome és molt infreqüent: segons dades de l'FBI, al voltant del 8% de les víctimes dels ostatges mostren evidències d'una possible síndrome d'Estocolm.

## Característiques
És possible que es formin vincles emocionals entre captors i captius durant el temps compartit, però generalment es consideren irracionals a la llum del perill o risc que pateixen les víctimes. Cal remarcar que la síndrome d'Estocolm mai s'ha inclòs al Diagnostic and Statistical Manual of Mental Disorders o DSM, que és l'eina estàndard per al diagnòstic de malalties i trastorns psiquiàtrics als Estats Units i un referent mundial, principalment a causa de la manca d'evidènces sòlides en la recerca acadèmica.
La síndrome d'Estocolm és paradoxal perquè els sentiments simpàtics que senten els captius cap als seus captors són el contrari de la por i el menyspreu que un espectador extern a la relació podria sentir cap als captors.
Hi ha quatre components clau que caracteritzen la síndrome d'Estocolm:
* Desenvolupament de sentiments positius d'un ostatge cap al captor;
* No existència de relació prèvia entre ostatge i captor
* La negativa dels ostatges a cooperar amb la policia i altres autoritats governamentals
* La creença d'un ostatge en la humanitat del captor, deixant de percebre'ls com una amenaça, quan la víctima té els mateixos valors que l'agressor.

## Origen del nom
La teoria de la síndrome deu el seu nom al robatori del banc Kreditbanken, que va tenir lloc del 23 d'agost al 28 d'agost de 1973 al barri de Norrmalmstorg (Estocolm, Suècia). En aquell cas, les víctimes van defensar els seus captors fins i tot després d'acabat el seu segrest, que va durar sis dies, i van mostrar també una conducta reticent davant dels procediments legals que es van emprendre contra els segrestadors. El terme va ser encunyat pel criminòleg i psicòleg Nils Bejerot, col·laborador de la policia durant el robatori, en referir-se a la síndrome durant l'emissió d'un butlletí informatiu.

## Altres casos
Tot i que segons la base de dades de l'FBI dels Estats Units, un 92% de les víctimes de segrest no mostren cap símptoma de patir la síndrome d'Estocolm, hi ha nombrosos casos famosos que van des d'ostatges d'avions fins a persones individuals que han estat objecte d'un segrest.

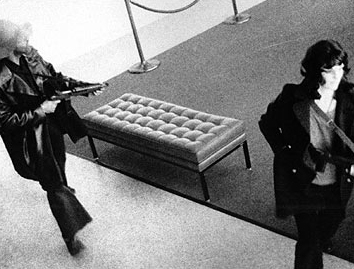
La Patty Hearst (dreta) pren part amb altres membres de l'SLA en el robatori al banc Hiberna, l'abril del 1974.

D'entre tots, destaca el cas de la Patty Hearst qui, després d'haver estat retinguda l'any 1974 per l'organització d'extremaesquerra Exèrcit Simbiòtic d'Alliberament (Symbionese Liberation Army, SLA) es va unir a ells diversos mesos després d'haver estat alliberada. Amb el temps va participar en diverses accions de l'organització fins que fou detinguda, condemnada i empresonada. L'any 1979 el president estatunidenc Jimmy Carter li commutà la pena i, el gener de 2001 rebia el perdó presidencial de Bill Clinton. La popularitat del cas, i l'amplia difusió d'imatges on se la veu atracant un banc, porten sovint a l'error de creure que està en l'origen de la denominació de la síndrome.
Un altre cas conegut és el de la menor de quinze anys, Elizabeth Smart, segrestada el juny de 2002 a l'estat de Utah (Estats Units) per un pertorbat mental que la va prendre per la seva muller i que fou alliberada el mes de març de 2003. A desgrat que la família va afirmar que el segrestador li havia "rentat el cervell" a la seva filla, alguns psicòlegs aliens al cas van especular que la noia podia estar presentant la simptomatologia típica de la síndrome d'Estocolm.
Un cas més recent en què els especialistes han considerat que la víctima patia una aguda síndrome d'Estocolm és el de l'adolescent austríaca Natascha Kampusch, segrestada el 2 de març de 1998 -quan tenia 10 anys- i alliberada el 23 d'agost de 2006. Segons les persones que la van atendre, la noia va plorar quan va saber que el seu segrestador s'havia suïcidat en veure's acorralat per la policia. Els metges van destacar, però, que la síndrome és justament el que li va permetre sobreviure a la situació tan traumàtica que va viure.